# Dekanat mławski wschodni
Dekanat mławski wschodni – jeden z 28 dekanatów w rzymskokatolickiej diecezji płockiej.
Dekanat powstał mocą dekretu biskupa płockiego Piotra Libery z dnia 18 września 2018 roku dzielącego dotychczasowy dekanat mławski na dwie części.

## Parafie
W skład dekanatu wchodzi 9 parafii:
- Parafia św. Stanisława Kostki – Dębsk
- Parafia św. Leonarda – Grzebsk
- Parafia św. Jana Chrzciciela – Janowiec Kościelny
- Parafia św. Stanisława Biskupa i Męczennika – Mława
- Parafia św. Wojciecha – Stupsk
- Parafia św. Marii Magdaleny i św. Kazimierza – Szydłowo
- Parafia św. Stanisława Biskupa i Męczennika – Wieczfnia Kościelna
- Parafia Matki Boskiej Różańcowej – Wyszyny (Wyszyny Kościelne)
- Parafia Matki Bożej Szkaplerznej – Żmijewo (Żmijewo Kościelne)